# The Hitman
«The Hitman» — песня британской рок-группы Queen из альбома Innuendo. Также присутствует на сингле «I’m Going Slightly Mad» в качестве би-сайда.
Хеви-метал-композиция «The Hitman» была написана Фредди Меркьюри (основная идея), а также Брайаном Мэем (гитарные партии) и Джоном Диконом (аранжировка).
На плёнке Hints of Innuendo присутствует минутный отрывок из песни, в котором звучит вокал Брайана Мэя. Из этого следует, что Мэй записывал вокал для демозаписи, а Меркьюри спел окончательные вокальные партии в самый последний момент.
Песня готовилась к выпуску на сингле, и в США уже были отпечатаны рекламные постеры, однако сам сингл так и не был выпущен. Одна из самых тяжёлых песен как в альбоме, так и в творчестве группы.

## Участники записи
- Фредди Меркьюри — вокал
- Брайан Мэй — гитара, бэк-вокал
- Джон Дикон — бас-гитара, клавишные
- Роджер Тейлор — ударные, бэк-вокал